# District de Châteauroux
Le district de Châteauroux est une ancienne division territoriale française du département de l'Indre de 1790 à 1795.
Il était composé des cantons de Châteauroux, Buzançois, Deols, Levroux, Meobecq, Saint Vincent d'Ardentes et Vallançay.